# Chorizagrotis sordida
Chorizagrotis sordida är en fjärilsart som beskrevs av Smith 1908. Chorizagrotis sordida ingår i släktet Chorizagrotis och familjen nattflyn. Inga underarter finns listade i Catalogue of Life.